# Act a Fool (песня Лудакриса)
«Act a Fool» — сингл Лудакриса с саундтрека к фильму «Двойной форсаж». В альбоме Chicken-n-Beer присутствует как бонус-трек.

## Чарты
| Чарт (2003)                          | Позиция |
| ------------------------------------ | ------- |
| U.S. Billboard Hot 100               | 32      |
| U.S. Billboard Hot R&B/Hip-Hop Songs | 20      |
| U.S. Billboard Hot Rap Tracks        | 10      |